# Gaius Minicius Italus

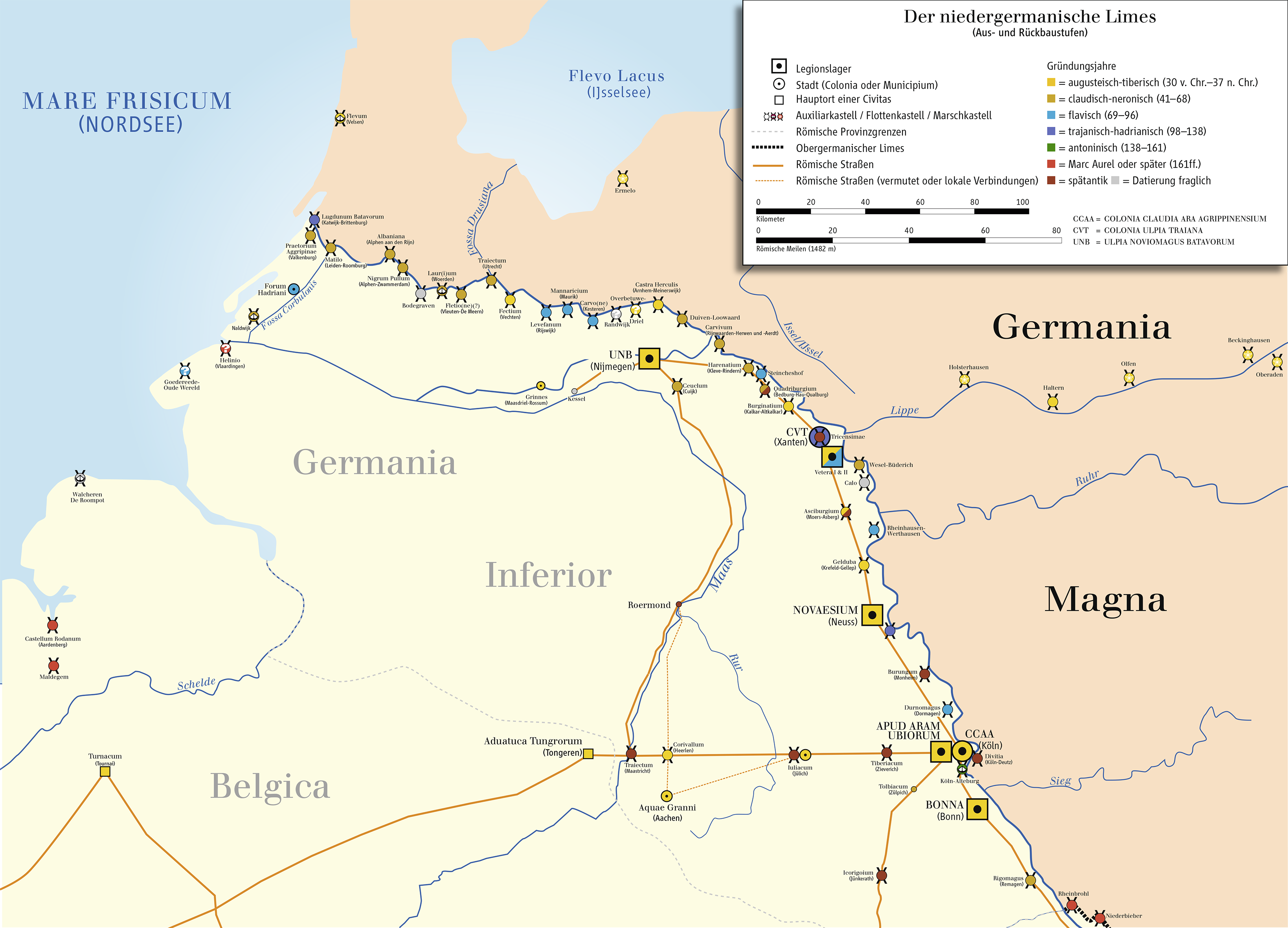
Die Provinz Germania inferior, in der Gaius Minicius Italus zu Zeiten des Bataveraufstandes seinen Militärdienst leistete.

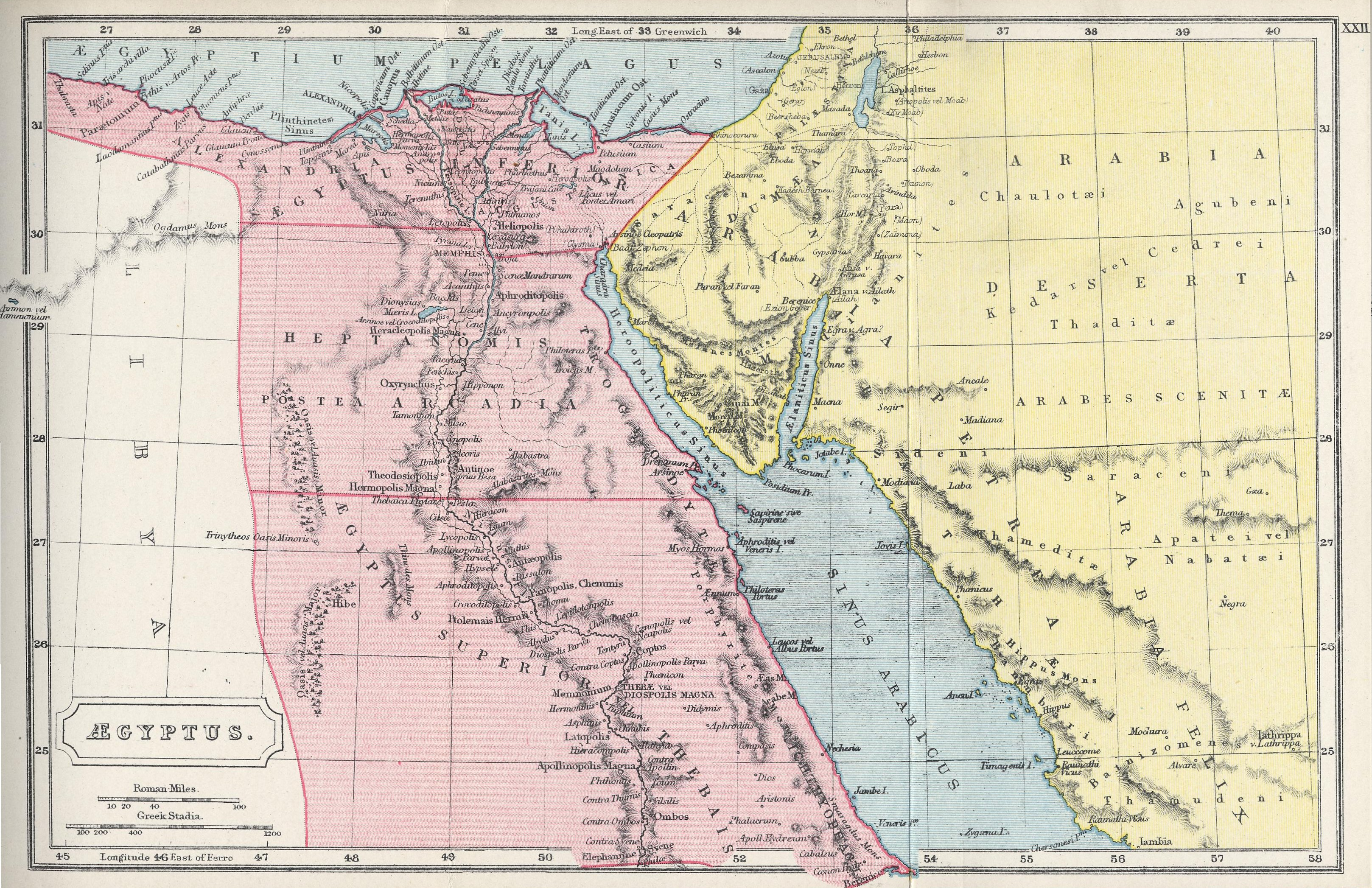
Die kaiserliche Provinz Ägypten

Gaius Minicius Italus (* im 1. Jahrhundert; † im 2. Jahrhundert) war ein aus Aquileia stammender römischer Ritter. In Aquileia übte er mehrere munizipale Funktionen aus. Im römischen Heer diente er als Offizier in der Provinz Germania inferior.
Die militärische Laufbahn des Minicius Italus bestand aus fünf aufeinander folgenden Stationen und ging damit über die für einen Angehörigen des Ritterstandes üblichen tres militiae hinaus. Zunächst übernahm er als Präfekt nacheinander die Leitung der folgenden Auxiliareinheiten: der Cohors V Gallorum, der Cohors I Breucorum und der Cohors II Varcianorum. Danach wurde er Militärtribun der Legio VI Victrix. Den Abschluss bildete sein Kommando als Präfekt über die Ala I Flavia Singularium. Für seine Leistungen im Militärdienst, wahrscheinlich aufgrund seiner sieghaften Gefechte im Verlauf des Bataveraufstandes, wurde er von Kaiser Vespasian mit der dona militaria ausgezeichnet.
Nach der Militärkarriere folgte seine Verwendung als Finanzprokurator am Hellespont und als Prokurator in der Provinz Asia. Dort übte er auf Anordnung Kaiser Domitians vermutlich im Jahr 88 für den verstorbenen Amtsinhaber, Gaius Vetulenus Civica Cerealis, die stellvertretende Statthalterschaft der Provinz aus. Es schlossen sich weiter eine Prokuratur in der Provinz Gallia Lugdunensis und eine in der Provinz Aquitanien (Lactora) an. Anschließend war Minicius Italus in Aquitanien als praefectus annonae für die Getreideversorgung der Provinz verantwortlich.
Am Ende der überlieferten Laufbahn wurde er 100/101 zum Statthalter der kaiserlichen Provinz Ägypten bestellt. Das Amt führte er bis zum Jahr 103 aus. Im Jahr 105 wurde ihm in Aquileia eine Reiterstatue als Auszeichnung aufgestellt, weil seine Bitte Kaiser Trajan veranlasst hatte, auch in Aquileia lebenden Nichtbürgern die Leistung von munera vorzuschreiben.